# Теодор Дуда
Теодор Дуда (пол. Teodor Duda; 25 листопада 1914, Чесьники, Королівство Польське — 15 червня 1986, Варшава, ПНР) — польський комуніст, активіст КПП, ПРП і ПОРП, офіцер держбезпеки, міліції та прикордонних військ. Обіймав високі посади у RBP, МГБ, СБ та WOP. У 1953–1957 — заступник головного коменданта громадянської міліції ПНР. Керував тюремно-табірною системою, воєводськими управліннями безпеки, брав участь у придушенні антикомуністичного збройного підпілля та Познанського повстання.

## Підпілля, табір, дивізія
Народився у селянській родині польських українців із села поблизу Томашіва. У ранній молодості працював слюсарем. З юності перейнявся комуністичними поглядами, перебував у Комуністичному союзі польської молоді та Комуністичної партії Польщі. Двічі заарештовувався польською поліцією. У 1932 році засудили до трьох років ув'язнення за участь у комуністичному підпіллі, у 1936 році — до восьми років за спробу незаконно перетнути польсько-радянський кордон.
На початку німецької окупації потрапив у полон. Зумів звільнитися та пробратися на територію, зайняту радянськими військами. НКВС заарештував та відправив його до ГУЛАГу. Співпрацював із табірною адміністрацією, допомагав виявляти українських націоналістів. Після звільнення вступив у дивізію імені Домбровського. Був заступником комбата з політичної частини. Був відкликаний до Москви, після чого направлений до Любартіва.

## У спецслужбах і силових структурах

### Відомство ПКНВ
У липні 1944 року Теодор Дуда вступив на службу у Відомство громадської безпеки (RBP) ПКНВ. Одним із перших він прибув до Холма разом з майбутньою дружиною Яніною. Керував силовим «встановленням народної влади» у Томашіві, швидко завоював довіру керівників RBP полковника Радкевича та підполковника Ромковського. 31 серпня у званні підпоручника очолив у Любліні воєводське управління громадської безпеки (WUBP), змінивши на цій посаді Генріка Пальку. Яніна Дуда завідувала секретаріатом WUBP.
З 1 листопада 1944 року Теодор Дуда — начальник відділу в'язниць і таборів у центральному апараті RBP. Відповідав за утримання місць ув'язнення та запобігання повстанським атакам з метою звільнення ув'язнених. Вступив до панівної компартії Польської робітничої партії, став членом партійного комітету у RBP (очолюваний Дудою тюремно-табірний відділ відрізнявся повнотою партійного охоплення). З 1948 року перебував у ПОРП. Дотримувався жорсткого сталіністського курсу.

### Міністерство та міліція
1 січня 1945 року ПКНО перетворився на тимчасовий уряд, його підрозділ набув статусу міністерств. На базі RBP заснувалося Міністерство громадської безпеки (МГБ). Теодор Дуда очолював у МГБ VI департамент — управління в'язницями та таборами. Серед підлеглих Дуди був, зокрема, Соломон Морель, якого Дуда заарештував на три дні з утриманням з окладу — за епідемію тифу у таборі Згода.
З 15 жовтня 1945 року Теодор Дуда — заступник начальника III департаменту МГБ (боротьба з антикомуністичним збройним підпіллям). Начальником департаменту був на той час полковник Леон Анджеєвський. 20 лютого 1947 року у званні капітана Дуда очолив WUBP у Ряшів, 16 жовтня 1948 року — WUBP у Кракові WUBP, 1 березня 1950 року — WUBP у Лодзі. З 1 грудня 1951 року — начальник Лодзинського міського управління (MUBP). Яніна Дуда по лінії МГБ у Лодзі завідувала міським паспортним столом.
1 червня 1953 року Теодор Дуда у званні полковника був переведений у систему громадянської міліції. Був призначений заступником головного коменданта Станіслава Воланьського. Попри сталіністські погляди та пряму причетність до репресій, полковника Дуду не відсторонили від служби під час польської десталінізації (тоді як Яніну Дуду звільнили у 1956 році). Зберіг посаду заступника за нового головного коменданта Ришарда Добешака. Став одним із керівників придушення робітничого повстання у Познані.
Теодор Дуда особисто брав участь у захопленнях і допитах антикомуністичних повстанців. Був відомий особливою жорстокістю, практикував побиття та приниження, застосовував тортури. У грудні 1949 року у Тарніві разом з Францишеком Шляхцицем (майбутній міністр внутрішніх справ ПНР і член Політбюро ЦК ПОРП) керував допитом з тортурами командира загону Свобода та Незалежність Войцеха Бласіка. Відомі й інші аналогічні ситуації. Згодом полковнику Дуді, полковнику Чаплицькому та полковнику Ружанському висунули також звинувачення у використанні недозволених методів провокації.
28 червня 1956 року у Познані полковник Дуда санкціонував побиття при затриманнях, тортури у відділках міліції (обурення у зв'язку з цим висловлював навіть міський комендант капітан Бічиско). Претензії за психологічний тиск та фізичне насильство висували навіть його підлеглі. Питання розглядалося спеціальною комісією парторганізації ПОРП головної комендатури міліції, проте це не мало для Дуди жодних наслідків.

### Прикордонні війська та СБ
15 жовтня 1957 році Теодор Дуда був переведений у командування прикордонних військ, які тоді підпорядковувались МВС. Був заступником начальника управління прикордонної розвідки. У 1962 році звільнений у запас, але у 1967 році повернувся на службу до МВС. Його остання посада — заступник Люблінського воєводського коменданта міліції зі Служби безпеки (СБ). Воєводським комендантом був тоді полковник Єжи Анджеєвський.
Подружжя Дуда торкнулася антисемітська кампанія 1968 року. Яніна Дуда (уроджена Блюма Перельмут) була етнічною єврейкою і по службі у зовнішньоторговельному та туристичному відомствах мала контакти з Ізраїлем. Її викликали у СБ і ставили питання про проізраїльські висловлювання знайомих. Теодор Дуда виявляв готовність заради дружини звільнитися з органів МВС, проте вона переконала чоловіка залишитися на службі.

## Останні роки
У 1971 році полковника Дуду зняли з посади у Любліні та перевели у розпорядження кадрового департаменту МВС (що фактично означало відставку). Незабаром Дуда пішов на пенсію. Останні п'ятнадцять років жив приватним життям. До політичних подій 1970—1980-х стосунків не мав
Помер Теодор Дуда у віці 71 року, похований на цвинтарі Військові Повонзки.